# 岩倉信弥
岩倉 信弥（いわくら しんや、1939年11月25日 - ）は多摩美術大学教授、立命館大学客員教授。経営学博士。

## 人物
1939年、和歌山県和歌山市生まれ。多摩美術大学の美術学部に進み、図案科立体デザイン専攻する。1964年に卒業後、本田技研工業に入社。本田宗一郎に見出され、ホンダ車を多くデザインした。岩倉が担当した主な代表例として、初代シビック、アコード、オデッセイなどが挙げられる。
同社常務取締役（商品担当）を務めた後、1999年11月に退社。1999年6月から1.多摩美術大学美術学部の客員教授に就任した後、2001年4月から同大学の生産デザイン学科、プロダクトデザイン専攻の教授を務めている。
2004年3月に立命館大学より博士（経営学）を取得（論文タイトルは『ホンダにみるデザイン・マネジメントの進化』）。他に立命館大学客員教授（2006年3月まで）、北京中央美術学院客員教授、東京理科大学客員教授も務めている。

## 代表作
- ホンダ・シビック（初代、3代目）
- ホンダ・アコード（初代）
- ホンダ・プレリュード（初代、2代目）
- ホンダ・CR-X（初代）
- ホンダ・オデッセイ（初代）